# اريك مكاي
اريك مكاي هو سياسي كندي، ولد في 26 نوفمبر 1899 في كندا، وتوفي في 1993 بريجاينا في كندا. حزبياً، نشط في Co-operative Commonwealth Federation ‏. وقد انتخب عضو مجلس العموم الكندي.